# Трахи
Трахи (пол. Trachy) — село в Польщі, у гміні Сосніцовиці Гливицького повіту Сілезького воєводства.
Населення — 835 осіб (2011).
У 1975—1998 роках село належало до Катовицького воєводства.

## Демографія
Демографічна структура станом на 31 березня 2011 року:
|          | Загалом | Допрацездатний вік | Працездатний вік | Постпрацездатний вік |
| -------- | ------- | ------------------ | ---------------- | -------------------- |
| Чоловіки | 407     | 87                 | 271              | 49                   |
| Жінки    | 428     | 86                 | 245              | 97                   |
| Разом    | 835     | 173                | 516              | 146                  |